# پیمان دفاعی
پیمان دفاعی (انگلیسی: Defense pact)، نوعی معاهده یا اتحاد نظامی است که در آن امضاکنندگان قول می‌دهند از یکدیگر حمایت نظامی کنند و از یکدیگر دفاع کنند. به‌طور کلی، امضاکنندگان تهدیدها را گوشزد می‌کنند و به‌طور ملموس برای پاسخ به آن با هم آماده می‌شوند.